# ティム・ケレハー
ティム・ケレハー（Tim Kelleher）は、アメリカ合衆国の俳優。ティム・ケルハー、ティム・ケラハーとの表記もある。ニューヨーク・ブロンクス区出身。
テレビドラマ『ダークスカイ』では宇宙人役で準レギュラー出演したほか、映画『13デイズ』ではジョン・F・ケネディ大統領のスピーチライターテッド・ソレンセン役を演じた。

## 主な出演作品

### 映画
- ブラック・レイン Black Rain (1989)
- レイト・フォー・ディナー Late for Dinner (1991)
- マルコムX Malcolm X (1992)
- ミュータント・ニンジャ・タートルズ3 Teenage Mutant Ninja Turtles III (1993) アニメ映画、声の出演
- ターミナル・ベロシティ Terminal Velocity (1994)
- ダンボドロップ大作戦 Operation Dumbo Drop (1995)
- ブラインド・ヒル The Tuskegee Airmen (1995) テレビ映画
- クロッカーズ Clockers (1995)
- ストレンジャー Never Talk to Strangers (1995)
- バードケージ The Birdcage (1996)
- エグゼクティブ・デシジョン Executive Decision (1996)
- インデペンデンス・デイ Independence Day (1996)
- アストロノーツ Apollo 11 (1996) テレビ映画
- 絶体×絶命 Desperate Measures (1998)
- 交渉人 The Negotiator (1998)
- ブルズ・アイ Made Men (1999)
- ミート・ローフ 地獄のロック・ライダー Meat Loaf: To Hell and Back (2000) テレビ映画
- 13デイズ Thirteen Days (2000)
- マッチスティック・メン Matchstick Men (2003)
- 幸せのきずな Flash of Genius (2008)
- 7つの贈り物 Seven Pounds (2008)
- インセプション Inception (2010)

### テレビドラマ
- オール・マイ・チルドレン All My Children (1990)
- ロー&オーダー Law & Order (1990-2008)
- NYPDブルー NYPD Blue (1993, 2004)
- シークエスト SeaQuest DSV (1994)
- 新スタートレック Star Trek: The Next Generation (1994)
- 犯罪捜査官ネイビーファイル JAG (1995)
- ダークスカイ Dark Skies (1996-1997)
- ハイ・インシデント/警察ファイルJ High Incident (1997)
- ペンサコーラ Pensacola: Wings of Gold (1998)
- クロウ・天国への階段 The Crow: Stairway to Heaven (1999)
- プロビデンス Providence (1999)
- スタートレック:ヴォイジャー Star Trek: Voyager (1999)
- ダナ&ルー リッテンハウス女性クリニック Strong Medicine (2002)
- スタートレック:エンタープライズ Star Trek: Enterprise (2002)
- チャームド 〜魔女3姉妹〜 Charmed (2003)
- CIA:ザ・エージェンシー The Agency (2003)
- ER緊急救命室 ER (2003)
- シックス・フィート・アンダー Six Feet Under (2004)
- CSI:マイアミ CSI: Miami (2004)
- WITHOUT A TRACE/FBI 失踪者を追え! Without a Trace (2004)
- CSI:科学捜査班 CSI: Crime Scene Investigation (2004, 2007)
- NCIS 〜ネイビー犯罪捜査班 NCIS: Naval Criminal Investigative Service (2004-2015)
- ザ・ホワイトハウス The West Wing (2005)
- 24 -TWENTY FOUR- 24 (2005)
- NORTH SHORE ノース・ショア North Shore (2005)
- クリミナル・マインド FBI行動分析課 Criminal Minds (2005)
- 交渉人 〜Standoff Standoff (2006)
- ザ・プロテクター/狙われる証人たち In Plain Sight (2008-2009)
- ドールハウス Dollhouse (2009)
- パワー・オブ・フォー 普通じゃない家族 No Ordinary Family (2010)
- アメリカン・ダッド American Dad! (2010-2011) テレビアニメ、声の出演
- FRINGE/フリンジ Fringe (2012)
- ALMOST HUMAN/オールモスト・ヒューマン Almost human (2013-2014)
- スーパーナチュラル Supernatural (2016)
- ナイト・エージェント The Night Agent (2023)